# احمد ابوناهیه
احمد ابوناهیه (عربی: أحمد أبو ناهية؛ زادهٔ ۷ ژوئیهٔ ۱۹۹۱) بازیکن فوتبال اهل فلسطین است.
از باشگاه‌هایی که در آن بازی کرده است می‌توان به باشگاه فوتبال بنی سخنین، باشگاه ورزشی شباب الخلیل، و باشگاه فوتبال هاپوئل اشکلون اشاره کرد.
وی همچنین در تیم ملی فوتبال فلسطین بازی کرده است.